# La Chapelle-d'Angillon
La Chapelle-d'Angillon is een gemeente in het Franse departement Cher (regio Centre-Val de Loire) en telt 667 inwoners (1999). De plaats maakt deel uit van het arrondissement Vierzon.

## Geografie
De oppervlakte van La Chapelle-d'Angillon bedraagt 10,1 km², de bevolkingsdichtheid is 66,0 inwoners per km².
De onderstaande kaart toont de ligging van La Chapelle-d'Angillon met de belangrijkste infrastructuur en aangrenzende gemeenten.

## Demografie
Onderstaande figuur toont het verloop van het inwonertal (bron: INSEE-tellingen).

## Geboren in La Chapelle-d'Angillon
- Alain-Fournier (1886-1914), schrijver